# Atletica leggera ai Giochi della VII Olimpiade - Lancio del giavellotto
La competizione del lancio del giavellotto di atletica leggera ai Giochi della VII Olimpiade si svolse il giorno 15 agosto 1920 allo Stadio Olimpico di Anversa.

## L'eccellenza mondiale
| Campione olimpico 1912 | 60,64      | Eric Lemming    | Rit. 1918 |
| Primatista mondiale    | 66,10 1919 | Jonni Myyrä     | Presente  |
| Secondo uomo al mondo  | 64,64 1919 | Paavo Johansson | Presente  |

## Risultati

### Turno eliminatorio
Tutti i 25 iscritti hanno diritto a tre lanci. Poi si stila una classifica. I primi dieci disputano la finale (tre ulteriori lanci).
I sei finalisti si portano dietro i risultati della qualificazione.
La miglior prestazione appartiene a Urho Peltonen, dello squadrone finlandese, che con 63,605 m stabilisce il nuovo record olimpico.
| Pos. | Atleta              | Nazione        | Misura |
| ---- | ------------------- | -------------- | ------ |
| 1    | Urho Peltonen       | Finlandia      | 63,605 |
| 2    | Paavo Johansson     | Finlandia      | 63,095 |
| 3    | Jonni Myyrä         | Finlandia      | 60,630 |
| 4    | Gunnar Lindström    | Svezia         | 60,520 |
| 5    | Julius Saaristo     | Finlandia      | 60,045 |
| 6    | Aleksander Klumberg | Estonia        | 59,030 |
| 7    | Erik Blomqvist      | Svezia         | 58,180 |
| 8    | James Lincoln       | Stati Uniti    | 57,860 |
| 9    | Milton Angier       | Stati Uniti    | 57,580 |
| 10   | Hugo Lilliér        | Svezia         | 56,770 |
| 11   | Arthur Tuck         | Stati Uniti    | 53,780 |
| 12   | Jack Mahan          | Stati Uniti    | 53,520 |
| 13   | Elof Lindström      | Svezia         | 51,530 |
| 14   | Pierre Grany        | Francia        | 47,900 |
| 15   | Arthur Picard       | Francia        | 47,090 |
| 16   | Arturo Medina       | Cile           | 43,900 |
| 17   | Oprando Bottura     | Italia         | 42,700 |
| 18   | Adolphe Hauman      | Belgio         | 42,580 |
| 19   | Frederik Petersen   | Danimarca      | 42,130 |
| 20   | Émile Muller        | Belgio         | 40,240 |
| 21   | Alex Servais        | Lussemburgo    | 40,080 |
| 22   | Jean Lefèbvre       | Belgio         | 39,000 |
| 23   | Ignacio Izaguirre   | Spagna         | 38,920 |
| 24   | Ardy Vydra          | Cecoslovacchia | 37,750 |
| 25   | Arthur Delaender    | Belgio         | 36,250 |

### Finale
Myyrä ristabilisce le gerarchie e sopravanza il connazionale. Vince con il nuovo record olimpico, vicino al suo record personale.

Quattro atleti finlandesi si classificano ai primi quattro posti.
| Pos.    | Atleta              | Età | Nazione     | Misura |
| ------- | ------------------- | --- | ----------- | ------ |
| Oro     | Jonni Myyrä         | 28  | Finlandia   | 65,780 |
| Argento | Urho Peltonen       | 27  | Finlandia   | 63,605 |
| Bronzo  | Paavo Johansson     | 25  | Finlandia   | 63,095 |
| 4       | Julius Saaristo     | 29  | Finlandia   | 62,395 |
| 5       | Aleksander Klumberg | 21  | Estonia     | 62,390 |
| 6       | Gunnar Lindström    | 24  | Svezia      | 60,520 |
| 7       | Milton Angier       | 21  | Stati Uniti | 59,275 |
| 8       | Erik Blomqvist      | 24  | Svezia      | 58,180 |
| 9       | James Lincoln       | 31  | Stati Uniti | 57,860 |
| 10      | Hugo Lilliér        | 26  | Svezia      | 56,770 |